# Aeroportul Alxa Right Banner Badanjilin
Aeroportul Alxa Right Banner Badanjilin (IATA: RHT, ICAO: ZBAR) este un aeroport din Mongolia Interioară, Republica Populară Chineză ce deservește zona Alxa Right Banner⁠(d). Aeroportul a fost tranzitat în 2022 de 1.462 de pasageri. A fost deschis în 17 decembrie 2013.
Situat la o altitudine de 1.420 m, aeroportul dispune de o singură pistă.